# Benuccio da Orvieto
Benuccio da Orvieto (fl. XIV-XV secolo) è stato un poeta italiano.
Fu uno quei "canterini" che, abbastanza numerosi in Toscana e in Umbria, declamavano le loro storie in ottave per le strade delle città oppure erano chiamati ad allietare banchetti e riunioni di ricchi e nobili con composizioni generalmente burlesche per le quali ricevevano compensi esigui e saltuari che li costringevano a rinnovare continuamente, fra molte lamentele e proteste di miseria, le loro richieste di aiuto dinanzi a coloro che li avevano ingaggiati.
Mantenne una corrispondenza poetica con altri rimatori assai più famosi di lui, come Franco Sacchetti, a cui indirizzò due sonetti cui il Sacchetti rispose poeticamente e con altri poeti minori del Trecento come Iacopo da Montepulciano e, probabilmente, Alberto degli Albizi (o Albizzi) che gli rispose attraverso un suo sonetto.

## Biografia
Il suo nome completo era probabilmente Benedettuccio, nacque forse ad Orvieto (Umbria) verso la fine del XIV secolo ma, essendo stato identificato anche come "Benuccio di Giovanni da Orvieto" iscritto tra il 1386 ed il 1408 all'Arte dei Medici e Speziali di Firenze, tale epiteto potrebbe anche riferirsi soltanto al padre. Talvolta viene riportato anche come Bonuccio e viene indicato dai suoi contemporanei come “Benuccio barbiere” o “Benuccio barbiere da Orvieto” avvalorando l’attribuzione alla succitata corporazione che comprendeva anche i barbieri.
Visse la maggior parte della sua vita a Firenze, tra la fine del XIV secolo e primi anni del XV secolo, dove svolse la sua attività di “canterino”.
Probabilmente però Benuccio fu per qualche anno assente da Firenze; durante questo periodo, anteriore al 1392, infatti un certo Benuccio del Bene o Benuccio barbiere si trovava a Pisa, secondo quanto risulta da un suo sonetto indirizzato ad Alberto degli Albizi ed inserito in una collana di composizioni poetiche in lode della bellezza di Elena di Niccolò di Giovanni Franceschi del Vivaio; in essa, infatti, oltre a lodare Elena "che sta a Pisa", vengono anche nominate persone che sappiamo essere morte appunto nel 1392.
Tra le composizioni di Benuccio da Orvieto si ricordano quelle che includono lamenti di indigenza e richieste di aiuto finanziario come la canzone "O be' Signior, poi che mangiato avete" o il sonetto "Poi che la ria fortuna à pur voluto". Altre composizioni di Benuccio, soprattutto canzoni e sirventesi, non improbabilmente composte dietro commissione, hanno come oggetto la consueta lode delle bellezze femminili, lode che costituisce il tema fondamentale anche dei sonetti da lui indirizzati al Sacchetti. Varie composizioni sono conservate in un codice conservato presso la Biblioteca Riccardiana a Firenze e nel manoscritto Laurenziano Rediano 184 conservato presso la Biblioteca Medicea Laurenziana di Firenze. 
Il luogo e la data di morte sono ignoti.

## Opere
Oltre alle composizioni conservate nel succitato manoscritto Laurenziano Rediano 184 e in un codice preservato nella Biblioteca Riccardiana di Firenze, altri sonetti si trovano nella Raccolta di M. Allacci, uno dei quali anche nei Commentarj di Gio. Mario de’ Crescimbeni.
Tra le sue rime vi sono:
- Come a caro maestro convien ch'io[7][8]
- Come dinanzi a magiorevol duce[9][10]
- Fanciulla mai in divietato ballo[11][12][13]
- Né l'onde maurine o l'indiane[14]
- Non altrimente fanno gli augeletti[15][16]
- O be' Signior, poi che mangiato avete[17]
- Poi che la ria fortuna à pur voluto
- Spirto amoroso in fin che dal suo velo[7][18]

## Riconoscimenti
A Benuccio da Orvieto sono state dedicate due vie in Italia: "Via Benuccio" ad Orvieto (Terni) e "Via Benuccio da Orvieto" a Firenze.